# 调孔亚纲

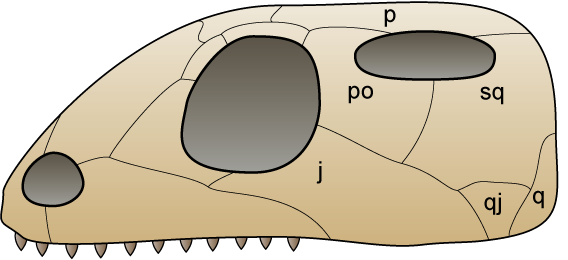
調孔亞綱的頭顱骨

調孔亞綱（Euryapsida）又稱闊孔亞綱、上孔亞綱，是群中生代的海生爬行動物，特徵是头骨有大的上顳孔，而缺少下顳孔。牠們與單孔亞綱的差別在於，單孔亞綱的顳顬孔在下方。調孔亞綱是個複系群，這意味者不同演化支彼此並不互相關聯，且從不同祖先演化而來。現在普遍認為調孔亞綱其實是多群失去下顳孔的雙孔亞綱動物。調孔亞綱現在並不在科學文獻中使用，魚龍超目被分類於雙孔亞綱，鰭龍超目則被分類於主龍形下綱，包含楯齒龍目、幻龍目、蛇頸龍目。
另一個過去的分類單元「Enaliosauria」，則包含魚龍目、蛇頸龍目。